# Сайнябулі
Сайнябулі (ໄຊຍະບູລີ) — провінція (кванг) на північному заході Лаосу на західному березі Меконгу. Межує з провінціями Удомсай на півночі, Луангпхабанг і В'єнтьян на сході, а також з Таїландом на заході..
У 1904 році ця територія була відторгнута Францією у Сіаму і стала частиною «Автономного протекторату Лаос». У 1941 році, після франко-тайської війни, Таїланд знову забрав цю територію собі, проте після закінчення Другої світової війни в 1946 році ця територія була знову передана до складу Лаосу.

## Адміністративний поділ
Провінція розділена на такі райони:
- Ботен (8-09)
- Хонгса (8-03)
- Кентхау (8-08)
- Кхоп (8-02)
- Нгеун (8-04)
- Паклай (8-07)
- Пх'янг (8-06)
- Тхонгмісай (8-10)
- Сайнябулі (8-01)
- Сянгхон (8-05)